# Persée (Portal)

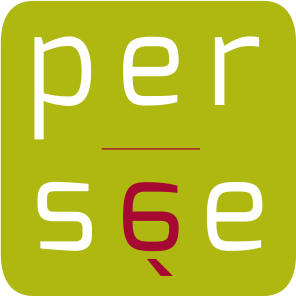
Logo von Persée

Persée ist ein französisches Portal, das seit Januar 2005 Fachzeitschriften aus den Geistes- und Sozialwissenschaften online bereitstellt. Das französische Hochschul- und Forschungsministerium ist federführend für das Projekt. Es wird von der Université Lumière Lyon 2 umgesetzt.
Der Name des Portals bezieht sich auf den griechischen Gott Perseus.

## Zeitschriften

### Archäologie
- Annales d'Éthiopie
- Antiquités africaines
- Archaeonautica
- Bulletin de correspondance hellénique
- Bulletin de la Société préhistorique française
- Bulletin de l'École française d'Extrême-Orient
- Cahiers du Centre Gustave Glotz
- Comptes rendus de l'Académie des inscriptions et belles-lettres
- Gallia
- Gallia Préhistoire
- Journal de la Société des océanistes
- Journal des africanistes
- Journal des savants
- Mélanges de l'École française de Rome
- Mélanges de la Casa de Velázquez
- Monuments et mémoires de la Fondation Eugène Piot
- Paléo : revue d'archéologie préhistorique
- Paléorient
- Revue archéologique de l'Ouest
- Revue archéologique de Narbonnaise
- Revue archéologique de Picardie
- Revue archéologique du Centre de la France
- Revue belge de philologie et d'histoire
- Revue numismatique
- Syria : archéologie, art et histoire

### Kunst
- Arts asiatiques
- Bulletin de l'École française d'Extrême-Orient (BEFEO)
- Livraisons d’histoire de l’architecture
- Monuments et mémoires de la Fondation Eugène Piot
- Revue de l’art
- Syria : archéologie, art et histoire

### Anthropologie
- Archipel
- Bulletin de l'École française d'Extrême-Orient (BEFEO)
- Bulletins et mémoires de la société d'anthropologie de Paris
- Cahiers d'études africaines|Cahiers d’études africaines
- Enfance
- Journal de la Société des américanistes
- Journal de la Société des océanistes
- Journal des africanistes
- L’Homme
- Mètis : anthropologie des mondes grecs anciens
- Quaternaire
- Recherches en anthropologie au Portugal
- Revue des études slaves
- Revue Tiers Monde
- Sciences sociales et santé

### Recht
- L’Annuaire des collectivités locales
- L'Annuaire français de droit international
- Revue internationale de droit comparé

### Wirtschaft
- L’Annuaire des collectivités locales
- Économie et Statistique
- Économie & Prévision
- Économie rurale
- Perspectives chinoises
- Revue d'économie financière
- Revue d'économie industrielle
- Revue de l’OFCE
- Revue d'études comparatives Est-Ouest
- Revue économique
- Revue française d'économie
- Revue Tiers Monde
- Sciences sociales et santé

### Geographie
- Annales de géographie
- Ebisu : études japonaises
- L'Espace géographique
- Espace Populations Sociétés
- FLUX : cahiers scientifiques internationaux réseaux et territoires
- GéoCarrefour
- Géomorphologie : relief, processus, environnement
- L’information géographique
- Méditerranée
- Norois
- Quaternaire
- Revue de géographie alpine
- Revue Tiers Monde

### Histoire
- Actes des congrès de la Société des historiens médiévistes de l'enseignement supérieur public
- Annales
- Annales de Bretagne et des pays de l'Ouest
- Annales de Normandie
- Annales d’Éthiopie
- Annales historiques de la Révolution française
- Antiquités africaines
- Archives de sciences sociales des religions
- Aséanie : sciences humaines en Asie du Sud-Est
- Bibliothèque de l’École des chartes
- Bulletin de l’École française d'Extrême-Orient (BEFEO)
- Bulletin hispanique
- Cahiers de civilisation médiévale
- Cahiers d'études africaines
- Cahiers de linguistique hispanique médiévale
- Cahiers d’Extrême-Asie
- Cahiers du Centre Gustave Glotz
- Cahiers du monde russe
- Comptes rendus de l'Académie des inscriptions et belles-lettres
- Dialogues d'histoire ancienne
- Ebisu : études japonaises
- Extrême-Orient, Extrême-Occident
- Genèses
- Histoire de l'éducation
- Histoire, économie & société
- Histoire Épistémologie Langage
- Histoire & Mesure
- Journal de la Société des océanistes
- Journal des savants
- Livraisons d’histoire de l’architecture
- Matériaux pour l’histoire de notre temps
- Médiévales
- Mélanges de la Casa de Velázquez
- Mélanges de l'École française de Rome
- Mètis : anthropologie des mondes grecs anciens
- Mil neuf cent : revue d'histoire intellectuelle (Cahiers Georges Sorel)
- Réforme, Humanisme, Renaissance
- Revue belge de philologie et d’histoire
- Revue de l'histoire des religions
- Revue des études byzantines
- Revue des Études Grecques
- Revue des études slaves
- Revue des mondes musulmans et de la Méditerranée
- Revue d'histoire de la pharmacie, suite du Bulletin de la Société d'histoire de la pharmacie
- Revue d'histoire de l'Église de France
- Revue d’histoire des sciences
- Revue numismatique
- Seizième siècle (XVIe siècle)
- Syria
- Vingtième siècle : revue d'histoire
- XVII-XVIII : revue de la Société d'études anglo-américaines des XVIIe et XVIIIe siècles

### Linguistik
- Bulletin de l'École française d'Extrême-Orient (BEFEO)
- Cahiers de linguistique : Asie Orientale
- Faits de langues
- Histoire Épistémologie Langage
- L'Information grammaticale
- Journal des africanistes
- Langage et société
- Langages
- Langue française
- Revue des études slaves

### Philosophie
- Autres temps
- Extrême-Orient, Extrême-Occident
- Recherches sur Diderot et sur l’Encyclopédie
- Réforme, Humanisme, Renaissance
- Revue des études grecques
- Revue philosophique de Louvain

### Psychologie
- L'Année psychologique
- Enfance

### Erziehungswissenschaften
- Histoire de l'éducation
- Revue française de pédagogie

### Politik
- Critique internationale
- Mots : les langages du politique
- Perspectives chinoises
- Pôle Sud
- Politique étrangère
- Politiques et Management public
- Politix : revue des sciences sociales du politique
- Réseaux – Communication – Technologie – Société
- Revue des mondes musulmans et de la Méditerranée
- Revue d'études comparatives Est-Ouest
- Revue française de science politique
- Revue Tiers Monde

### Informationswissenschaft
- Communication & Langages, suite des Cahiers de la publicité
- Communications
- Culture et Musées
- Quaderni

### Sozialwissenschaft
- Actes de la recherche en sciences sociales
- Archives de sciences sociales des religions
- Aséanie : sciences humaines en Asie du Sud-Est
- Cahiers d’Extrême-Asie
- Les Cahiers du Grif
- Cahiers du monde russe
- Ebisu : études japonaises
- Espace Populations Sociétés
- Genèses
- Mil neuf cent : revue d'histoire intellectuelle, suite des Cahiers Georges Sorel
- Population
- Réseaux – Communication – Technologie – Société
- Revue européenne des migrations internationales
- Santé, société et solidarité
- Sciences sociales et santé

### Soziologie
- L’Annuaire des collectivités locales
- Archipel
- Archives de sciences sociales des religions
- Autres temps
- Les cahiers du GRIF
- Déviance et société
- Enfance
- Espace Populations Sociétés
- FLUX : cahiers scientifiques internationaux réseaux et territoires
- Langage & Société
- Perspectives chinoises
- Réseaux : communication – technologie – société
- Revue d'études comparatives Est-Ouest
- Revue française de sociologie
- Revue Tiers Monde
- Sciences sociales et santé
- Sociétés contemporaines